# Martigny-les-Gerbonvaux
Martigny-les-Gerbonvaux település Franciaországban, Vosges megyében. Lakosainak száma 116 fő (2022. január 1.). Martigny-les-Gerbonvaux Autigny-la-Tour, Punerot, Ruppes, Soulosse-sous-Saint-Élophe és Tranqueville-Graux községekkel határos.

## Népesség
A település népességének változása:
| Lakosok száma | 121  | 112  | 109  | 108  | 108  | 105  | 111  | 113  | 116  |
|               | 2013 | 2015 | 2016 | 2017 | 2018 | 2019 | 2020 | 2021 | 2022 |